# Make Mine Music
Make Mine Music ist der achte abendfüllende Zeichentrickfilm der Walt-Disney-Studios und stammt aus dem Jahr 1946. Der Film ist der dritte von sechs Disney-Filmen zwischen 1943 und 1949, die aus verschiedenen Segmenten und nicht aus einer einzelnen Geschichte bestehen.

## Handlung
Der Film besteht aus zehn Segmenten:
The Martins and the Coyszeigt zwei verfeindete Familien (eine „Hatfield-McCoy-Fehde“), welche bei einer Schießerei bis auf jeweils ein Mitglied umkommen. Die verbleibenden, Henry Martin und Grace McCoy, heiraten und setzen nach der Hochzeit den Konflikt im gemeinsamen Haus fort.
Blue Bayouzeigt die Geschichte eines majestätischen Kranichs, der in einem Flusslauf landet und sich wieder erhebt, um sich anderen Kranichen in einem mondbeschienenen Himmel anzuschließen.
All the Cats join inzeigt Teenager, die zum Tanz gehen.
Ohne Dichzeigt ein Blütenblatt fallen, das sich in eine Träne verwandelt; Licht zeigt einen Liebesbrief, der den Liedtext vom Lied enthält, und Regen wäscht Bilder auf ein Fenster, das den Liedtext erläutert.
Casey at the Batzeigt die Geschichte von Mighty Casey, einem Baseballspieler, der nicht mehr den Ball trifft.
Two Silhouetteszeigt zwei Figuren, die ein Ballet tanzen, in dem der Junge das Mädchen trifft, verliert und wieder findet.
Peter und der Wolfzeigt die Geschichte von Peter, der mit einer Ente, einer Katze und einem Vogel auf die Jagd nach dem Wolf geht (siehe auch Peter und der Wolf von Sergei Prokofjew).
After you're gonezeigt wie Instrumente eine Persönlichkeit erhalten.
Johnny Fedora and Alice Bluebonnetzeigt die Liebesgeschichte zwischen einem Jungen- und einem Mädchen-Hut.
Der Wal der in der Met singen wolltezeigt die Geschichte eines Wals, der träumt, er singt in der Met.

## Trivia
- Weltpremiere war am 20. April 1946 in New York.
- USA Release war am 15. August 1946.
- Das Segment „Blue Bayou“ war ursprünglich für Fantasia gedacht.
- Das Segment „The Martins and the Coys“ ist auf der 2013 veröffentlichten britischen Code-2-DVD wieder enthalten. Auf der amerikanischen Code-1-DVD von 2000 wurde es seinerzeit wegen „zu viel Gewalt“ entfernt.

## Auszeichnungen
- Cannes Filmfestival 1946 Preis für Bestes Animations Design

## Medien
Laserdisc
- Make Mine Music. 1987.

DVD
- Make Mine Music (Disney Gold Classic Collection). Walt Disney Home Video 2000 (Code 1 – NTSC, Sprache: Englisch)
- Make Mine Music (Classics No. 8). Disney DVD 2013 (Code 2 – PAL, Sprache: Englisch)